# Horváth Zoltán (labdarúgó, 1951)
Horváth Zoltán (1951. október 12. – 2004.) labdarúgó, csatár.

## Pályafutása
1966-ban a Szombathelyi AFIT-ban kezdett futballozni. 1971 nyarán a igazolt a Haladásba. 
1971 és 1983 között a Haladás labdarúgója volt. Az élvonalban 1971. augusztus 15-én mutatkozott be az Komlói Bányász ellen, ahol csapata 2–0-s vereséget szenvedett. Tagja volt az 1975-ös magyar kupa-döntős csapatnak. 1978 nyarán a Tapolcai Bauxitbányászhoz igazolt, ahol 1983 júliusáig szerepelt. Az 1983–84-es idényben a Rába ETO játékosaként bajnoki ezüstérmes lett. Az élvonalban összesen 119 mérkőzésen lépett pályára és hét gólt szerzett. Ezt követően Sárváron szerepelt. 1987-től Ausztriában játszott.
1997 januárjában vette át a Szentgotthárd szakmai irányítását. 1998 nyarától a Pápa edzéseit irányította. 1999 áprilisában a Tapolca edzője lett.

## Sikerei, díjai
- Magyar bajnokság
  - 2.: 1983–84
- Magyar kupa (MNK)
  - döntős: 1975